# Всехсвятская церковь (Тюмень)
Храм Всех Святых — православный храм в Центральном районе Тюмени.
На старинных планах города церковь обозначена как кладбищенская.

## История
Первая деревянная церковь на месте современного храма Всех Святых появилась в 1779 году. Она располагалась в районе, застроенном деревянными домами, к которому прилегало кладбище, и была построена по благословенной грамоте епископа Тобольского и Сибирского Варлаама (Петрова) от 12 октября 1779 года, а городские власти обязались украсить церковь святыми образами и иконостасом, и кроме того, снабдить церковной утварью.
С течением времени церковь сильно обветшала, и 30 апреля 1806 года настоятель церкви протоиерей Созон Куртухов подал прошение в Городскую думу о выделении средств на её ремонт. Тюменская городская дума постановила оплатить ремонт за счёт казны города (100 рублей) и сбора трёх с половиной копеек с каждого жителя мужского пола.
На месте деревянной церкви в 1833 году был заложен каменный храм, инициатором постройки которого являлся титулярный советник Дмитрий Войнов, а проект храма разработал архитектор Парамон. Его проект был уникальным: круглое здание было перекрыто сводчатым куполом. Оно представляет собой ротонду, и к ней с четырёх сторон присоединены четыре двухколонных портика с пологим куполом. Всё здание вкруговую охватывал карниз со сферической позолоченной главкой и деревянным, обитым жестью крестом. Внутреннее убранство церкви было создано сыном Дмитрия Войнова коллежским советником Матвеем Войновым. Построенный храм был освящён в 1838 году.
В 1839 году храм был приписан к тюменской Покровской (Ильинской) церкви. При церкви работал только староста, приглядывавший за ней. Службы в церкви проводились редко — в Неделю всех святых и по просьбе родственников захороненных на кладбище, затем — по воскресным и праздничным дням, а кладбище рядом с церковью было закрыто в 1884 году. Кладбище долгое время оставалось без присмотра, подвергалось разграблению и вандализму вплоть до 1908 года, когда здесь был наведён порядок.
В 1923 году церковь была зарегистрирована как религиозная община, у неё конфисковали 12 кг серебряной утвари и два колокола весом в 96 кг. В 1930 году церковь хотели закрыть по примеру других религиозных учреждений Тюмени, а в здании — разместить школу, однако этого не произошло. Храм Всех Святых оставался единственной действующей церковью в городе. Церковным старостой был А. Г. Бояринцев, а главой церковного совета — протоиерей Н. Протопопов, который в 1931 году был репрессирован, а в мае 1942 года умер в заключении. В 1933—1937 годах община Всехсвятской церкви возглавлялась М. Я. Ханжиным, священником был Диоскор Татищев. Они оба были репрессированы и расстреляны.
Храм был временно закрыт с 1940 года по октябрь 1941-го, и в этот период с него был снят крест. Однако в 1942 году власти разрешили вести в храме богослужения, а на заводе «Механик» изготовили новый крест, который был установлен на праздник Крещения Господня. В храме поставили иконостас. Организатором восстановления храма стал священник Александр Сычугов. В храме проводился сбор средств, которые далее направлялись для фронта, для обновления храма, на общую свечу и на становление Знаменского кафедрального собора. До 1979 года службы в церкви проводились только по праздникам и выходным дням, а в 1980-е годы — всю неделю, кроме понедельника и вторника. Тогда же церковь была обезображена заменой деревянного «пристроя» на каменный, где расположилась и крестильня (в 2002 году отдел по охране памятников культуры при администрации Тюменской области выдал официальное заключение, что пристроенная часть соответствует стилю храмового классицизма). В 1988 году церковь была отремонтирована.
В 1997 году в храме начали действовать детская воскресная школа и библиотека. В 2004 году было построено здание колокольни.
С 1997 года настоятелем храма является Андрей Сбитнев.

## Духовенство
- Настоятель храма — протоиерей Андрей Сбитнев
- Иерей Антоний Сбитнев
- Иерей Николай Сушков
- Диакон Виктор Гордеев[2]